# Pulp Fiction
Pulp Fiction – amerykański film kryminalny z 1994 roku w reżyserii Quentina Tarantino, oparty na scenariuszu Tarantino i Rogera Avary’ego. Film, w którym występują John Travolta, Samuel L. Jackson, Bruce Willis, Tim Roth, Ving Rhames i Uma Thurman, opowiada kilka epizodów rozgrywających się w przestępczym Los Angeles. Tytuł filmu nawiązuje do popularnych w połowie XX wieku tanich magazynów i powieści kryminalnych – pulp magazine.
Tarantino napisał Pulp Fiction na przełomie 1992 i 1993 roku, włączając doń sceny, które Avary pierwotnie napisał na potrzeby Prawdziwego romansu (1993). Jego akcja rozgrywa się w porządku niechronologicznym. Film od początku cechuje autotematyzm, poczynając od planszy tytułowej, która podaje dwie słownikowe definicje słowa pulp. Sporą część filmu zajmują monologi i swobodne rozmowy o charakterze eklektycznym, a jego scenariusz charakteryzuje się połączeniem ironicznego humoru oraz drastycznej przemocy. O ile TriStar Pictures odrzuciło scenariusz Tarantino i Avary’ego, współtwórca wytwórni Miramax Harvey Weinstein był zachwycony, po czym w pełni sfinansował produkcję filmu. 
Pulp Fiction zdobyła Złotą Palmę na festiwalu filmowym w Cannes w 1994 roku, odnosząc wielki sukces komercyjny i zdobywając przeważnie pozytywne recenzje. Ponadto była nominowana do siedmiu Oscarów, w tym dla najlepszego filmu, a Tarantino i Avary zdobyli statuetkę za najlepszy scenariusz oryginalny. Film Tarantino wywarł znaczący wpływ na rozwój kina niezależnego.
Pulp Fiction jest powszechnie uznawana za arcydzieło Tarantino, a szczególnym uznaniem cieszy się jej scenariusz. Jej autotematyzm, niekonwencjonalna struktura, a także pastisz i hołd dla licznych filmów sprawiły, że krytycy określali ją mianem przełomowego filmu postmodernistycznego. W 2008 roku magazyn „Entertainment Weekly” uznał Pulp Fiction za najlepszy film powstały po 1983 roku, a dzieło Tarantino pojawiło się na listach wielu krytyków największych filmów, jakie kiedykolwiek powstały. W 2013 roku Pulp Fiction została poddana konserwacji przez National Film Registry jako film „ważny kulturowo, historycznie lub estetycznie”.

## Produkcja
Autorami scenariusza byli Quentin Tarantino i Roger Avary. Film był kręcony w Kalifornii w miastach: Hawthorne, Los Angeles i Pasadena. Tytuł pochodzi od popularnych w latach 30. i 40. XX wieku brukowych powieści wydawanych na charakterystycznym tanim, surowym papierze, nazywanych pulp fiction. Okładka wydania DVD i część plakatów stylizowana jest na zniszczoną okładkę książki tego typu.

## Fabuła
W filmie pojawiają się zapożyczenia z francuskich filmów nowej fali (nouvelle vague), takich reżyserów jak Jean-Luc Godard i François Truffaut, czy amerykańskich niskobudżetowych kryminałów, np. Zabójstwa Stanleya Kubricka i Zabójcy Dona Siegela. W pewnym stopniu Pulp Fiction inspirowany był także spaghetti westernami Sergia Leone z lat 60.

### Wątki główne
W filmie pojawiają się cztery główne wątki fabularne, a stanowią je historie Vincenta Vegi i Julesa Winnfielda, Mii Wallace, Butcha Coolidge’a oraz Yolandy i Ringa. Przeplatają się one ze sobą, jednak jedynie Vincent pojawia się we wszystkich czterech.
|  | Kolejność wątków ukazana w filmie: 1. Śniadanie (część pierwsza) 2. Vincent i Jules 3. Vincent Vega i żona Marsellusa Wallace’a 4. Złoty zegarek (retrospekcja) 5. Złoty zegarek (główna treść) 6. Kłopot z Bonnie 7. Śniadanie (część druga) |  | Wątki w kolejności chronologicznej: 1. Złoty zegarek (retrospekcja) 2. Vincent i Jules 3. Kłopot z Bonnie 4. Śniadanie (część pierwsza) 5. Śniadanie (część druga) 6. Vincent Vega i żona Marsellusa Wallace’a 7. Złoty zegarek (główna treść) |  |

## Obsada i postacie
| Aktor              | Postać                       | Opis postaci |
| ------------------ | ---------------------------- | --- |
| John Travolta      | Vincent Vega                 | Gangster i kompan Julesa Winnfielda na usługach Marsellusa Wallace’a. Ma zaopiekować się jego żoną – Mią. Początkowo grać go miał Michael Madsen. Bohater Pulp Fiction nosi zresztą takie samo nazwisko jak bohater Wściekłych psów grany przez Madsena. Pojawiła się teoria, że być może są to bracia. Tarantino planował nawet nakręcenie filmu o braciach Vega, ale do realizacji nie doszło. |
| Samuel L. Jackson  | Jules Winnfield              | Czarnoskóry gangster i kompan Vincenta Vegi na usługach Marsellusa Wallace’a. Cudowne przeżycie zmienia go i pogłębia jego wiarę w Boga. |
| Uma Thurman        | Mia Wallace                  | Żona Marsellusa, którą przez jakiś czas opiekuje się Vincent. Była aktorka telewizyjna. Początkowo miała ją grać Meg Ryan albo Holly Hunter, Tarantino po pierwszym przesłuchaniu chciał jednak wybrać Umę Thurman. Wyszło to z obopólną korzyścią, gdyż Thurman została później okrzyknięta muzą Tarantino i wystąpiła w innym jego słynnym filmie – Kill Billu. Sama Thurman początkowo odrzuciła rolę Mii, ale Tarantino był tak zdesperowany by ją obsadzić, że przeczytał jej przez telefon cały scenariusz filmu, co zachęciło ją do angażu. |
| Harvey Keitel      | Winston Wolfe                | Jeden z najbardziej zaufanych ludzi Marsellusa Wallace’a. Jest człowiekiem honorowym, punktualnym i stanowczym, a zarazem tajemniczym. Ma wyjątkowo silną osobowość, nikt nie ma odwagi mu się przeciwstawić. Pomaga Jimmiemu, Julesowi i Vincentowi uprzątnąć zwłoki Marvina z tylnego siedzenia ich samochodu, wykorzystuje do tego ukochane koce Jimmiego i jego żony. Rola ta była od razu pisana z myślą o Keitelu, który już wcześniej wystąpił w jego Wściekłych psach. Sam Tarantino przyznaje, że Harvey był jego ulubionym aktorem od 16. roku życia.                                                                                                |
| Tim Roth           | Pumpkin (Ringo)              | Drobny złodziejaszek, który postanawia zmienić swoje życie. Podobnie jak Keitel, Tim Roth grał u Tarantino we Wściekłych psach i zagrał u niego ponownie. |
| Amanda Plummer     | Honey Bunny (Yolanda)        | Dziewczyna albo żona Pumpkina, podobnie jak on złodziejka. |
| Maria de Medeiros  | Fabienne                     | Dziewczyna Butcha. |
| Ving Rhames        | Marsellus Wallace            | Potężny gangster, mąż Mii, na którego usługach są Vincent i Jules, i z którym w konflikt popada Butch. Wyrzucił z balkonu pewnego człowieka (który od tamtej pory miał problemy z mową) i nikt nie wie, co między nimi zaszło. Początkowo w jego rolę miał wcielić się Sid Haig. |
| Eric Stoltz        | Lance                        | Handlarz narkotyków, u którego towar kupował Vincent. Później zażyła go nieco Mia, przez co omal nie zginęła. Lance wyjątkowo niechętnie pomógł Vincentowi ją uratować. Plotki głoszą, że w jego rolę początkowo miał wcielić się Kurt Cobain, Tarantino zaprzeczył jednak tym plotkom, że nigdy nawet nie spotkał Cobaina, nie mówiąc już o proponowaniu roli w filmie. |
| Rosanna Arquette   | Jody                         | Żona Lance’a. Maniaczka piercingu. O jej rolę starała się Pam Grier, Tarantino odmówił jednak, motywując to tym, że nie wyobraża sobie Grier w roli nieśmiałej i bojaźliwej osoby. |
| Christopher Walken | kapitan Koons                | Przyjaciel ojca Butcha, wręczył mu w dzieciństwie złoty zegarek, który dziedzicznie należał się Coolidge’owi. |
| Bruce Willis       | Butch Coolidge               | Bokser, któremu Marsellus Wallace wypłacił ogromną sumę za celowe oddanie walki. Coolidge jednak nie dotrzymał słowa, zabił rywala i uciekł z pieniędzmi. Od tamtej pory musiał wraz z dziewczyną uciekać przed gniewem Wallace’a. Nad prawie wszystko cenił swój złoty zegarek, który otrzymał po ojcu, dla niego narażał życie. Zabił Vincenta Vegę, a za pomoc Marsellusowi ten darował mu życie, ale kazał uciec z miasta. Willis był wielką gwiazdą, ale większość jego ostatnich filmów okazała się rozczarowaniami. Pulp Fiction odbudował jego reputację. Rola Butcha była proponowana Mickeyovi Rourke’owi.                                           |
| Quentin Tarantino  | Jimmie Dimmick               | Przyjaciel Julesa, u którego on wraz z Vincentem zatrzymują się wraz ze zwłokami Marvina, a – tym samym – przenoszą ten problem na niego. Istnieje teoria, jakoby sceny, w których zagrał sam reżyser reszty filmu miał nakręcić jego bliski przyjaciel – Robert Rodriguez. |
| Angela Jones       | Esmeralda Villalobos         | Taksówkarka, która podwozi Butcha i rozmawia z nim. |
| Phil LaMarr        | Marvin                       | Najprawdopodobniej człowiek Marsellusa, który przeniknął do obozu Bretta, który chciał go zdradzić. Ginie, gdy Vincent niechcący strzela mu w twarz, gdy Jules, prowadząc samochód, „najeżdża na wybój.” |
| Frank Whaley       | Brett                        | Człowiek Marsellusa, który chciał go oszukać. Marsellus nasłał więc na Bretta i kilku jego ludzi Vincenta i Julesa aby go zabili i odzyskali walizkę. Po pewnej wymianie zdań Jules i Vincent rozstrzeliwują Bretta. |
| Bronagh Gallagher  | Trudi                        | Znajoma Judy i Lance’a. |
| Duane Whitaker     | Maynard                      | Sklepikarz, który współpracował z Zedem i dostarczał mu ofiary, które policjant później gwałcił. Został zabity przez Butcha kataną. |
| Peter Greene       | Zed                          | Ochroniarz-gwałciciel-morderca. Współpracował ze sklepikarzem Maynardem, który dostarczał mu ofiary, które następnie Zed w piwnicy sklepu gwałcił. Praktyki te przerażały nawet samego Maynarda. Jednymi z jego ofiar stali się Marsellus i Butch. Podczas gdy Zed gwałcił Marsellusa, Butchowi udało się wydostać ze sklepu, zdecydował się jednak pomóc Wallace’owi. Zabił Maynarda i unieszkodliwił Zeda. Marsellus postrzelił ochroniarza i zapowiedział mu, że zginie w okrutnych męczarniach gwałcony przez jego ludzi. Zed miał wspaniały motocykl i breloczek z wyrytym imieniem. Motocykl ten wziął później Butch, by wraz z Fabienne uciec z miasta. |
| Julia Sweeney      | Rachel                       | Córka właściciela rupieciarni i dziedziczka jego fortuny. Bliska przyjaciółka Winstona Wolfe’a. |
| Alexis Arquette    | czwarty facet                | |
| Paul Calderon      | Paul                         | |
| Steve Buscemi      | gburowaty kelner Buddy Holly | |
| Lawrence Bender    | długowłosy yuppie            | |
| Stephen Hibbert    | the Gimp (Pokrak)            | Człowiek w przebraniu S/M w sklepie Maynard’a. |

## Postacie

### Vincent i Jules
Dwóch zabójców – Vincent Vega (John Travolta) i Jules Winnfield (Samuel L. Jackson) – dostaje się do mieszkania, z którego odzyskać mają walizkę należącą do ich szefa, gangstera Marsellusa Wallace’a (Ving Rhames). Zabić mają także Bretta (Frank Whaley) i jego kompanów, którzy chcieli oszukać Marsellusa w interesach. Gangsterzy zdobywają walizkę i otwierają ją, jednak jej zawartość nigdy nie została ujawniona: gdy zostaje otwarta, widać tylko złotą poświatę.
Po długiej rozmowie gangsterzy zabijają Bretta i dwóch jego towarzyszy (jednego obecnego przez całą scenę, a jednego wybiegającego w ostatniej chwili z łazienki), po czym szybko oddalają się z ocalałym ze strzelaniny Marvinem. Niedługo później, podczas rozmowy w samochodzie, Vincent niechcący zabija Marvina, strzelając mu w głowę. Zabójcy chcą znaleźć miejsce, w którym mogliby ukryć i wyczyścić samochód. Zatrzymują się w domu znajomego Julesa, Jimmiego Dimmicka (Quentin Tarantino), gdzie pomaga im tajemniczy Winston Wolfe (Harvey Keitel), będący na usługach Marsellusa.
Inspiracją bohaterów Travolty i Jacksona była dwójka morderców zagranych przez Lee Marvina i Clu Gulagera w Zabójcach Siegela (1964) oraz Henry’ego Silvę i Jacka Klugmana (Je vous salue mafia, 1965).

### Mia Wallace
Gdy Marsellus wyjeżdża z miasta, Vincent otrzymuje rozkaz „zaopiekowania się” jego młodą żoną. Udają się oni do stylizowanej na lata 50. XX wieku restauracji Jack Rabbit Slim’s, w której gości obsługują kelnerzy przebrani za ikony popkultury (np. piosenkarz Buddy Holly czy aktorka Marilyn Monroe).
Vincent i Mia rozpoczynają rozmowę, która schodzi na temat aktorskiej kariery Mii. Zagrała ona w pilocie serialu Fox Force Five, opowiadającym o przygodach pięciu agentek specjalnych. Postać grana przez Mię, Raven McCoy, była specjalistką od noży. Znała także mnóstwo starych dowcipów, których nauczył ją jej dziadek, artysta wodewilu. Vincent chce poznać dowcip Mii, jednak ta nie chce mu go opowiedzieć, ponieważ obawia się, że nie rozśmieszy on Vincenta.
Mia i Vincent biorą udział w konkursie twista (scena owego tańca weszła do historii kina). Po powrocie do domu Mia trzyma w ręce nagrodę za wygraną w konkursie. Vincent zostawia na chwilę Mię samą. Dziewczyna znajduje w jego marynarce heroinę, po chwili jest już bliska śmierci z przedawkowania. Vincent odwozi ją do dealera, który sprzedał mu narkotyk – Lance’a (Eric Stoltz). Wspólnie udaje im się ocalić Mię poprzez podanie adrenaliny. Po odwiezieniu do domu Mia opowiada Vincentowi swój serialowy dowcip.

### Butch Coolidge
Butch Coolidge (Bruce Willis) jest bokserem, który od Marsellusa Wallace’a otrzymuje dużą sumę pieniędzy za celowe oddanie walki. Butch nie dotrzymuje jednak słowa i pokonuje w walce swojego przeciwnika (niechcący go zabijając), by odebrać fortunę za postawione na siebie u bukmacherów pieniądze. Musi przez to się ukrywać i uciekać z Los Angeles.
Na początku rozdziału Złoty zegarek pojawia się retrospekcja z dzieciństwa Butcha, którego odwiedza przyjaciel jego ojca, kapitan Koons (Christopher Walken). Opowiada małemu Butchowi o jego ojcu, który zmarł w obozie podczas wojny wietnamskiej, przez kilka lat nosząc w odbytnicy złoty zegarek, który należał się małemu Butchowi. Wcześniej zegarek należał do dziadka Butcha, a jeszcze wcześniej – do jego pradziadka.
Butch wraca do swojego mieszkania po zegarek, który zapomniała zabrać jego dziewczyna Fabienne (Maria de Medeiros). W mieszkaniu spotyka Vincenta wysłanego przez Marsellusa, aby zabił Butcha. Butch znajduje pistolet maszynowy Vincenta i zabija go. W czasie ucieczki z mieszkania przypadkowo spotyka przechodzącego przez jezdnię Marsellusa, którego potrąca samochodem. Marsellus rozpoczyna pościg za Butchem, który kończy się w lombardzie. Butch i Marsellus zostają uwięzieni przez właściciela lombardu, który wzywa swojego przyjaciela – ochroniarza Zeda. Zed zabiera Marsellusa do osobnego pokoju, w którym gwałci go. W międzyczasie Butchowi udaje się oswobodzić z więzów. Chce uciec z lombardu, decyduje się jednak pomóc Marsellusowi. Marsellus, w zamian za pomoc, daruje Butchowi życie, ale każe uciekać mu z miasta pod groźbą zabicia go.

### Yolanda i Ringo
W czasie śniadania dwójka drobnych złodziejaszków – Ringo (Tim Roth) i Yolanda (Amanda Plummer) rozmawiają o niebezpieczeństwie rabowania restauracji, banków i sklepów monopolowych. Postanawiają wykonać ostatni skok. Za cel obierają restaurację, w której się znajdują. Każą wypłacić kelnerce wszystkie pieniądze z kasy, zbierają także portfele i kosztowności od klientów restauracji. Wśród klientów znajdują się Vincent i Jules. Jules, który zrezygnował z życia kryminalisty, ponieważ stał się świadkiem cudu (w jego mniemaniu), wyjaśnia Ringowi i Vincentowi to, co sądzi o swoim życiu przestępcy oraz przedstawia swoją interpretację słów zawartych w Biblii (Ezechiel 25:17). Oddaje Ringowi i Jolandzie zawartość swojego portfela jako symbol swojego odkupienia.

### Inspiracje
W Pulp Fiction znajduje się wiele odwołań do innych filmów. Tarantino, który pracował kiedyś w wypożyczalni kaset wideo, znał dobrze wiele starych filmów jeszcze przed nakręceniem Wściekłych psów. Oto niektóre zapożyczenia w Pulp Fiction:
- W filmie Wściekłe psy z 1992 roku Michael Madsen wciela się w postać Vica Vegi, potencjalnego krewnego Vincenta Vegi, zagranego przez Travoltę. Przypuszczenia te zostały potwierdzone przez Tarantino, który powiedział kiedyś, że być może nakręci film łączący obie te postaci. Jimmie Dimmick zagrany przez Tarantino w Pulp Fiction ma na nazwisko takie samo, jak Harvey Keitel we Wściekłych psach – Larry Dimmick (Biały). Mimo wszystko obie te postaci różnią się w filmach: we Wściekłych psach Tarantino wciela się w Brązowego, a Keitel w Pulp Fiction w Winstona Wolfa.
- Fragment Starego Testamentu (Ezechiel 25:17) pierwszy raz wykorzystany został w filmie Karate Kiba (1967).
- Słowa naślę na niego kilku czarnuchów, którzy popracują nad nim z obcęgami i palnikiem pierwotnie wypowiedziane zostały w filmie Charley Varrick (1973).
- W filmach Śmiertelny pocałunek i Komornicy pojawia się motyw otwierania walizki, której zawartość nie zostaje ujawniona, a widać jedynie jasną poświatę.
- W filmie dokumentalnym Martina Scorsese Amerykański chłopak (1978) Steven Prince opowiada o tym, jak wstrzyknął przyjacielowi adrenalinę. Zaznaczył na jego klatce piersiowej czerwonym markerem znak, po czym wbił długą igłę prosto w serce – jego przyjaciel natychmiast odzyskał przytomność.
- Postać Mii Wallace inspirowana jest postacią graną przez Annę Karinę w filmie Amatorski gang z 1964 roku.
- Scena tańca Umy Thurman i Johna Travolty inspirowana jest również sceną z Amatorskiego gangu.

## Ścieżka muzyczna
1. „Pumpkin and Honey Bunny” (dialogue)/„Misirlou” – Dick Dale & His Deltones – 2:27
2. „Royale With Cheese” (dialogue) – 1:42
3. „Jungle Boogie” – Kool and the Gang – 3:05
4. „Let’s Stay Together” – Al Green – 3:15
5. „Bustin’ Surfboards” – The Tornadoes – 2:26
6. „Lonesome Town” – Ricky Nelson – 2:13
7. „Son of a Preacher Man” – Dusty Springfield – 2:25
8. „Zed’s Dead, Baby” (dialogue)/„Bullwinkle Part II” – The Centurions – 2:39
9. „Jack Rabbit Slims Twist Contest” (dialogue)/„You Never Can Tell” – Chuck Berry – 3:12
10. „Girl, You’ll Be a Woman Soon” – Urge Overkill – 3:09
11. „If Love Is a Red Dress (Hang Me in Rags)” – Maria McKee – 4:55
12. „Bring Out the Gimp” (dialogue)/„Comanche” – The Revels – 2:10
13. „Flowers on the Wall” – The Statler Brothers – 2:23
14. „Personality Goes a Long Way” (dialogue) – 1:00
15. „Surf Rider” – The Lively Ones – 3:18
16. „Ezekiel – 25:17” (dialogue) – 0:52

Wydanie kolekcjonerskie ukazało się w 2002 roku i zawierało 5 dodatkowych utworów:
17. „Since I First Met You” – The Robins – 2:20
18. „Rumble” – Link Wray and His Ray Men – 2:25
19. „Strawberry Letter #23” – Brothers Johnson – 4:57
20. „Out Of Limits” – The Marketts – 2:05
21. „Stranger Than Fiction / Tarantino Talks!” Interview with Quentin Tarantino – 16:11

## Opinie na temat filmu
Film uznawany jest za jeden ze 100 najlepszych obrazów wszech czasów zarówno w rankingach sporządzanych przez „zawodowych” krytyków, np. American Film Institute (z okazji setnej rocznicy kinematografii instytut ten sporządził listę stu najlepszych filmów w historii; Pulp Fiction znalazło się na 94. miejscu), jak i w popularnych rankingach magazynów i portali filmowych (np. IMDb.com – 5. miejsce*; Filmweb – 7. miejsce*). Zdobył między innymi Złotą Palmę na Festiwalu Filmowym w Cannes i Oscara w kategorii najlepszy scenariusz oryginalny.
W czasie premiery film wzbudzał umiarkowane kontrowersje z powodu przemocy oraz – w pewnym stopniu – odczuwalnego rasizmu: Jackson i Travolta wcielili się w rolę niezbyt sympatycznych bohaterów, którzy często używali – w różnych kombinacjach – słów motherfucker i nigger.
Pomimo ciepłego przyjęcia na świecie, część francuskich i polskich krytyków początkowo była filmowi niechętna. Powodem tego było zaskakujące nagrodzenie filmu Złotą Palmą, która – jak przewidywano – trafi do uważanego za absolutnego faworyta, Krzysztofa Kieślowskiego za Czerwony z trylogii Trzy kolory.

## Odniesienia w kulturze masowej

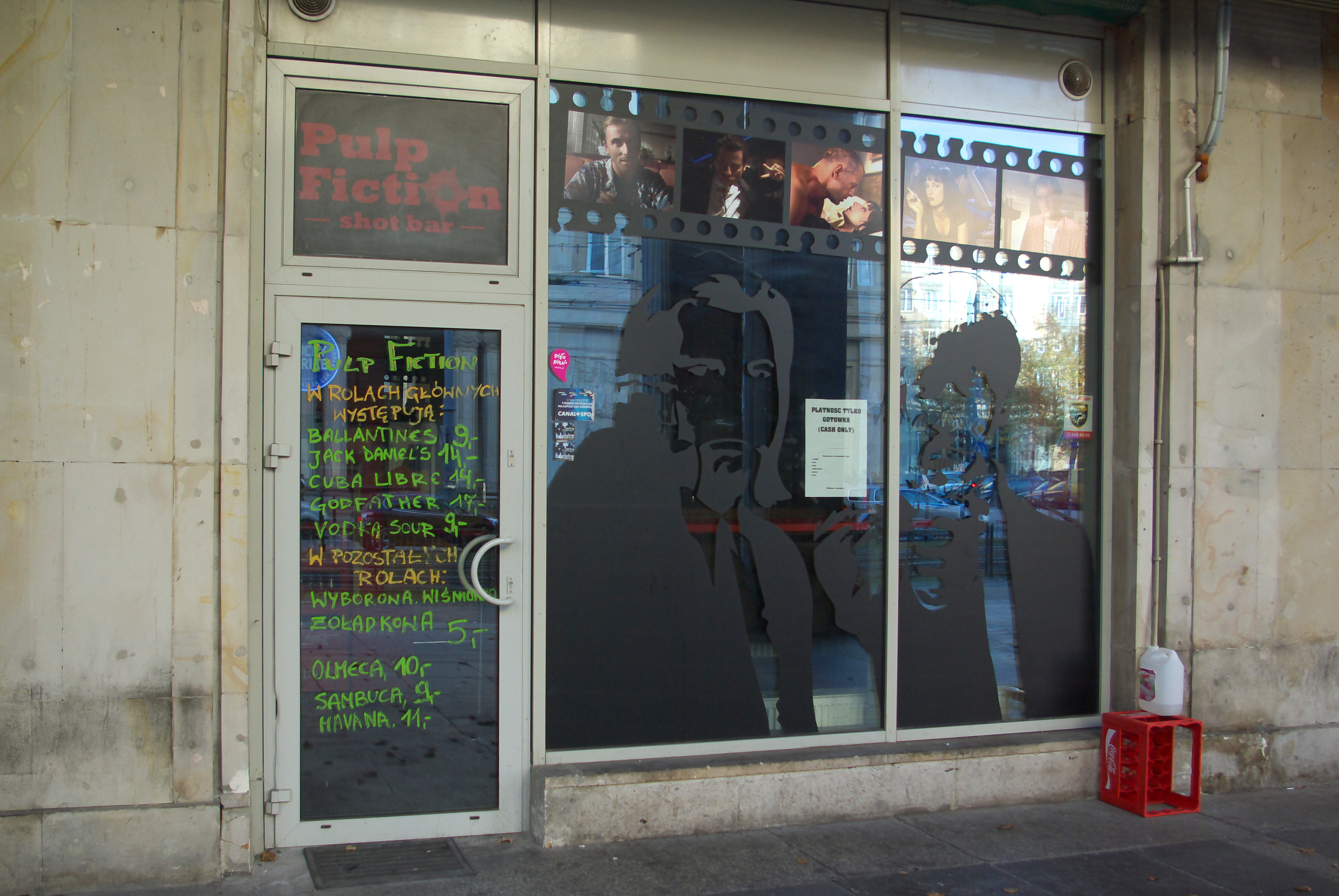
Bar Pulp Fiction w Warszawie

- Postać Esmareldy Villalobos – taksówkarki, którą gra Angela Jones – pojawia się jako Gabriela w filmie Mokra robota (Curdled, 1996), czarnej komedii o zafascynowanej śmiercią emigrantce z Kolumbii, która zatrudnia się w firmie sprzątającej miejsca zbrodni.
- W filmie Szklana pułapka III Bruce Willis mówi: Smoking cigarettes and watching Captain Kangaroo – jest to fragment piosenki Flowers on the Wall.
- Utwór „Outro” niemieckiego zespołu Caliban, wydany na wydawnictwie muzycznym The Split Program I, wydanym wspólnie z grupą Heaven Shall Burn w 2000 roku, to fragment ścieżki dźwiękowej filmu Pulp Fiction[12].
- Na początku utworu „Kovalsky”, wydanym na albumie Cyborgs Don’t Sleep z 1996 roku polskiego zespołu Tuff Enuff, wykorzystano fragment ścieżki dźwiękowej do filmu Pulp Fiction, stanowiący dialog Pumpkina i Honey Bunny z początku filmu[13]. Ten sam dialog wykorzystano również w utworze „Scooby Snacks” amerykańskiej grupy Fun Lovin’ Criminals (w tymże singlu wykorzystano również inne sample z filmów Quentina Tarantino, a on sam został uwzględniony jako współautor tekstu).

Fragment ścieżki dźwiękowej filmu, Julesa Winnfielda (granego przez Samuela L. Jacksona) wypowiadającego rzekome słowa Biblii (Ezechiel 25:17) został wykorzystany jako intro do utworu „Make a Move” zespołu Cypress Hill z albumu Temples of Boom.

## Nagrody i nominacje
- Oscary 1994
  - Najlepszy scenariusz oryginalny (Wygrana)
  - Najlepszy Film (Nominacja)
  - Najlepszy Aktor Pierwszoplanowy (John Travolta) (Nominacja)
  - Najlepszy Aktor Drugoplanowy (Samuel L. Jackson) (Nominacja)
  - Najlepsza Aktorka Drugoplanowa (Uma Thurman) (Nominacja)
  - Najlepszy Reżyser (Nominacja)
  - Najlepszy Montaż (Nominacja)
- Złote Globy 1994
  - Najlepszy scenariusz (Wygrana)
  - Najlepszy Dramat (Nominacja)
  - Najlepszy Aktor w dramacie (John Travolta) (Nominacja)
  - Najlepszy Aktor Drugoplanowy (Samuel L. Jackson) (Nominacja)
  - Najlepsza Aktorka Drugoplanowa (Uma Thurman) (Nominacja)
  - Najlepszy Reżyser (Nominacja)
- Nagrody BAFTA 1994
  - Najlepszy scenariusz oryginalny (Wygrana)
  - Najlepszy Aktor Drugoplanowy (Samuel L. Jackson) (Wygrana)
  - Najlepszy Film (Nominacja)
  - Najlepszy Aktor Pierwszoplanowy (John Travolta) (Nominacja)
  - Najlepsza Aktorka Drugoplanowa (Uma Thurman) (Nominacja)
  - Najlepszy Reżyser (Nominacja)
  - Najlepszy Montaż (Nominacja)
  - Najlepsze Zdjęcia (Nominacja)
  - Najlepszy Dźwięk (Nominacja)
- Złota Palma 1994
  - Najlepszy Film (Wygrana)
- César
  - Najlepszy Film zagraniczny (Nominacja)
- MTV Movie Awards 1994
  - Najlepszy Film (Wygrana)
  - Najlepsza scena taneczna (Wygrana)
  - Najlepszy aktor (John Travolta) (Nominacja)
  - Najlepsza aktorka (Uma Thurman) (Nominacja)
  - Najlepszy duet (John Travolta i Samuel L. Jackson) (Nominacja)
  - Najlepsza piosenka filmowa (Nominacja)
- Saturn Award
  - Najlepszy Film akcji/przygodowy/thriller (Wygrana)
- Amerykańskie Stowarzyszenie Filmowe
  - Najlepszy Film (wygrana)
  - Najlepszy scenariusz (wygrana)
  - Najlepszy Reżyser (wygrana)
- Stowarzyszenie krytyków filmowych z Los Angeles
  - Najlepszy Film (Wygrana)
  - Najlepszy Aktor pierwszoplanowy (John Travolta) (wygrana)
  - Najlepszy reżyser (wygrana)
  - Najlepszy scenariusz (wygrana)
- Bostońskie stowarzyszenie krytyków filmowych
  - Najlepszy Film (wygrana)
  - Najlepszy reżyser (wygrana)
  - Najlepszy scenariusz (wygrana)
- David di Donatello
  - Najlepszy film zagraniczny (wygrana)
  - Najlepszy aktor zagraniczny (John Travolta) (wygrana)
- Stowarzyszenie krytyków filmowych z Tokio
  - Najlepszy Film zagraniczny (wygrana)
- Stowarzyszenie Nowojorskich Krytyków Filmowych
  - Najlepszy Reżyser (wygrana)
  - Najlepszy scenariusz (wygrana)

### Rankingi
- Instytut AFI
  - 1998: Lista stu najlepszych amerykańskich filmów według AFI: 95. miejsce
  - 2001: Lista 100 najlepszych amerykańskich thrillerów wszech czasów: 53. miejsce
  - 2007: Lista 100 najlepszych amerykańskich filmów wszech czasów (edycja z okazji 10-lecia): 94. miejsce
  - 2008: Lista 10 najlepszych filmów w 10 klasycznych gatunkach filmowych: 7. miejsce wśród filmów gangsterskich